# Krampia acropora
Krampia acropora är en rundmaskart som beskrevs av E. Ditlevsen 1921. Krampia acropora ingår i släktet Krampia och familjen Oncholaimidae. Arten är reproducerande i Sverige. Inga underarter finns listade i Catalogue of Life.